# Otgar Mohučský
Otgar (zemřel 21. dubna 847), také psáno Odgar nebo Otger, byl arcibiskup mohučský od roku 826 až do své smrti.

## Život
V roce 834 arcibiskup Otgar podnikl pouť do sedmi poutních kostelů v Římě. Po svém návratu přivezl část Justinových ostatků a pro jejich uložení postavil v Höchstu kostel svatého Justina.
V roce 838 biskup Otgar přenesl ostatky svatého Aurelia z Riditia z kaple svatého Nazaria v Hirsau do kostela svatého Aurea v opatství Hirsau a slavnostně vysvětil opatský kostel.
V letech 838–839 Otgar podporoval Ludvíka Pobožného proti jeho synovi Ludvíkovi Němci, který se vzbouřil a snažil se ovládnout celou Východofranskou říši. Mladšímu Ludvíkovi oponoval i po smrti staršího v roce 840 a v občanské válce, která trvala až do roku 843, podporoval Lothara I. V roce 842 se dokonce pokusil zabránit Ludvíkovi Němci, aby se setkal s Karlem Holým a uzavřel s ním spojenectví proti Lotharovi. Když Otgar zemřel, za jeho nástupce Rabana Maura Ludvíkova moc nad Východofranskou říší zesílila.